# Araguaia Atlético Clube
L'Araguaia Atlético Clube, noto anche semplicemente come Araguaia, è una società calcistica brasiliana con sede nella città di Alto Araguaia, nello stato del Mato Grosso.

## Storia
L'Araguaia Atlético Clube è stato fondato il 1º dicembre 1978. Ha vinto la Copa Governador de Mato Grosso nel 2008, dopo aver sconfitto in finale l'União Rondonópolis. L'Araguaia ha partecipato al Campeonato Brasileiro Série D nel 2009, dove è stato eliminato ai quarti di finale dalla Chapecoense.

## Palmarès

### Competizioni statali
- Copa Governador de Mato Grosso: 1

2008